# Списак иностраних музичких извођача који су наступали у Београду током 2019. године
Овај чланак садржи списак иностраних музичких извођача који су током 2019. године наступали у Београду.

## Списак
| Датум               | Извођач                                           | Локација                           | Изв.          |
| ------------------- | ------------------------------------------------- | ---------------------------------- | ------------- |
| 18. јануар          | Шилер                                             | Хала спортова Нови Београд         | [ 1 ]         |
| 25. јануар          | Џејмс Лег                                         | Куглаш                             | [ 2 ]         |
|                     |                                                   |                                    |               |
| 5. фебруар          | Уједињено Краљевство                              | Сава центар                        | [ 3 ]         |
| 8. фебруар          | Уједињено Краљевство                              | Атом Академија                     | [ 4 ]         |
| 12. фебруар         | Том Одел                                          | Хала спортова Нови Београд         | [ 5 ]         |
| 19. фебруар         | Сједињене Америчке Државе                         | Електропионир                      | [ 6 ]         |
|                     |                                                   |                                    |               |
| 10. и 12. март      | Камерун                                           | Битеф арт кафе                     | [ 7 ]         |
| 12. март            | Висенте Амиго (у оквиру Гитар арт фестивала)      | Дом синдиката                      | [ 8 ]         |
| 13. март            | +                                                 | Дом омладине Београда              | [ 9 ]         |
| 13. март            | (у оквиру Гитар арт фестивала)                    | Дом синдиката                      | [ 10 ]        |
| 15. март            | Кармињо (у оквиру Гитар арт фестивала)            | Дом синдиката                      | [ 11 ]        |
| 17. март            | Уједињено Краљевство                              | Електропионир                      | [ 12 ]        |
| 17. март            | Џон Пол Кит                                       | Културни центар Град               | [ 13 ]        |
| 21. март            | Сједињене Америчке Државе                         | Сабирни центар                     | [ 14 ]        |
| 25. март            | Алборози                                          | Сабирни центар                     | [ 15 ]        |
| 26. март            | Ник Вест                                          | Битеф арт кафе                     | [ 16 ]        |
| 27. март            | Белгија                                           | Дом синдиката                      | [ 17 ]        |
| 30. март            | Фред Весли                                        | Сабирни центар                     | [ 18 ]        |
|                     |                                                   |                                    |               |
| 2. април            | Криста Бел (у оквиру Паралел фестивала)           | Џез кантина Лисабон                | [ 19 ]        |
| 2. април            | Ден Стјуарт + Антонио Граментијери                | Електропионир                      | [ 20 ]        |
| 3. април            | Уједињено Краљевство                              | Дом омладине Београда              | [ 21 ]        |
| 6. април            | Канада                                            | Студентски културни центар Београд | [ 22 ]        |
| 16. април           | Катрин Финч + Секу Кеита                          | Дом омладине Београда              | [ 23 ]        |
| 24. април           | +                                                 | Дом омладине Београда              | [ 24 ]        |
| 24. април           | + Џо Квејл                                        | Студентски културни центар Београд | [ 25 ]        |
|                     |                                                   |                                    |               |
| 7. мај              | Уједињено Краљевство                              | Дом омладине Београда              | [ 26 ]        |
| 10. мај             | Артур Аш                                          | Дом синдиката                      | [ 27 ]        |
| 11. мај             | Исланд                                            | Барутана                           | [ 28 ]        |
| 19. мај             | Ник Гери                                          | Спрат                              | [ 29 ]        |
| 22. мај             | Холандија                                         | Београдска арена                   | [ 30 ]        |
|                     |                                                   |                                    |               |
| 1. јун              | Сједињене Америчке Државе                         | Дом омладине Београда              | [ 31 ]        |
| 13. јун             | Сједињене Америчке Државе                         | Дом омладине Београда              | [ 32 ]        |
| 21. јун             | (у оквиру Бугалу фестивала)                       | Дом омладине Београда              | [ 33 ]        |
| 22. јун             | (у оквиру Бугалу фестивала)                       | Дом омладине Београда              | [ 33 ]        |
| 23. јун             | Сједињене Америчке Државе                         | Дом синдиката                      | [ 34 ]        |
| 23. јун             | Сједињене Америчке Државе                         | Хала спортова Нови Београд         | [ 35 ] [ 36 ] |
| 26. јун             | Сједињене Америчке Државе                         | Стадион Ташмајдан                  | [ 37 ]        |
| 27. јун             | Уједињено Краљевство                              | Стадион Ташмајдан                  | [ 38 ]        |
| 28. јун             | Аустралија                                        | Сава центар                        | [ 39 ]        |
| 28. јун             | Уједињено Краљевство · Сједињене Америчке Државе  | СРЦ 11. април (базени)             | [ 40 ]        |
| 30. јун             | Сједињене Америчке Државе                         | Дом омладине Београда              | [ 41 ]        |
|                     |                                                   |                                    |               |
| 4. јул              | Сједињене Америчке Државе                         | Куглаш                             | [ 42 ]        |
| 16. јул             | Сједињене Америчке Државе                         | Бир гарден                         | [ 43 ]        |
| 24. јул             | Куба                                              | Барутана                           | [ 44 ]        |
| 25. јул             | Шилпа Реј                                         | Џез кантина Лисабон                | [ 45 ]        |
|                     |                                                   |                                    |               |
| 4. август           | Сједињене Америчке Државе                         | Бир гарден                         | [ 46 ]        |
| 17. август          | Сједињене Америчке Државе                         | Гаража                             | [ 47 ]        |
| 30. август          | Финска                                            | Ушће                               | [ 48 ]        |
|                     |                                                   |                                    |               |
| 1. септембар        | Канада                                            | Електропионир                      | [ 49 ]        |
| 18. септембар       | Пољска                                            | Дом омладине Београда              | [ 50 ]        |
| 22. септембар       | Делејни Дејвидсон                                 | Културни центар Град               | [ 51 ]        |
| 24. септембар       | Ерос Рамацоти                                     | Београдска арена                   | [ 52 ]        |
| 28. и 29. септембар | Инди Зара                                         | Битеф арт кафе                     | [ 53 ]        |
| 29. септембар       | Украјина                                          | Божидарац                          | [ 54 ]        |
|                     |                                                   |                                    |               |
| 6. октобар          | Турска                                            | Електропионир                      | [ 55 ]        |
| 10. октобар         | Ванеса Меј (у оквиру Бемуса)                      | Сава центар                        | [ 56 ]        |
| 11. октобар         | Сједињене Америчке Државе · Словенија             | Електропионир                      | [ 57 ]        |
| 12. октобар         | Чиле                                              | Електропионир                      | [ 58 ]        |
| 23. октобар         | Станли Кларк (у оквиру Београдског џез фестивала) | Дом синдиката                      | [ 59 ] [ 60 ] |
| 24. октобар         | Дајен Ривс (у оквиру Београдског џез фестивала)   | Дом синдиката                      | [ 61 ]        |
| 28. октобар         | Јапан                                             | Драгстор                           | [ 62 ]        |
| 29. и 30. октобар   | Уједињено Краљевство                              | Битеф арт кафе                     | [ 63 ]        |
|                     |                                                   |                                    |               |
| 2. новембар         | Куба                                              | Сава центар                        | [ 64 ]        |
| 2. новембар         | Боб Лог III                                       | Културни центар Град               | [ 65 ]        |
| 7. новембар         | Кори Вонг                                         | Битеф арт кафе                     | [ 53 ]        |
| 10. новембар        | Брајан Адамс                                      | Београдска арена                   | [ 66 ]        |
| 11. новембар        | Мик Харви + Џеј Пи Шајло                          | Културни центар Град               | [ 67 ]        |
| 19. новембар        | Јасмин Леви                                       | Дом синдиката                      | [ 68 ]        |
| 20. новембар        | Олафур Арналдс                                    | Сава центар                        | [ 69 ]        |
| 23. новембар        | Швајцарска                                        | Дом омладине Београда              | [ 70 ]        |
| 24. новембар        | Сједињене Америчке Државе                         | Дорћол плац                        | [ 71 ]        |
| 25. новембар        | Џејмс Лег                                         | Дорћол плац                        | [ 72 ]        |
|                     |                                                   |                                    |               |
| 6. децембар         | Уједињено Краљевство · Канада                     | Београдска арена                   | [ 73 ] [ 74 ] |
| 16. и 17. децембар  | Сједињене Америчке Државе                         | Битеф арт кафе                     | [ 75 ]        |
| 27. децембар        | Акуа Нару                                         | Дом омладине Београда              | [ 76 ]        |